# Olha Zolotarova
Olha Zolotarova –en ucraniano, Ольга Золотарьова– (Járkov, 27 de diciembre de 1994) es una deportista ucraniana que compitió en natación sincronizada.
Ganó dos medallas de bronce en el Campeonato Mundial de Natación de 2013, y dos medallas en el Campeonato Europeo de Natación, oro en 2014 y plata en 2016.

## Palmarés internacional
| Campeonato Mundial | Campeonato Mundial    | Campeonato Mundial | Campeonato Mundial |
| Año                | Lugar                 | Medalla            | Prueba             |
| ------------------ | --------------------- | ------------------ | ------------------ |
| 2013               | Barcelona (España)    | Medalla de bronce  | Equipo libre       |
| 2013               | Barcelona (España)    | Medalla de bronce  | Combinación libre  |
| Campeonato Europeo |                       |                    |                    |
| Año                | Lugar                 | Medalla            | Prueba             |
| 2014               | Berlín (Alemania)     | Medalla de oro     | Combinación libre  |
| 2016               | Londres (Reino Unido) | Medalla de plata   | Combinación libre  |